# You Look So Fine
«You Look So Fine» (рус. Ты так хорош собой) — шестой сингл американской группы Garbage из альбома Version 2.0 и 12-й в дискографии группы, вышел 24 мая 1999 года. Песня стала очень любима поклонниками, и исполнялась на бис по окончании концертов, проходивших в рамках полуторогодичного тура в поддержку альбома Version 2.0.

## О песне
«You Look So Fine» была написана, записана и сведена в Smart Studios в Мэдисоне, Висконсин. Одна из самых последних песен, написанных во время записи альбома Version 2.0, «You Look So Fine» была создана из отбракованного трека, обозначенного как «King of Crime», от которого отказались в самом конце 1997 года. Песня была сведена и подготовлена для включения в альбом в январе 1998 года. Бутч Виг охарактеризовал песню как свою любимую с Version 2.0: «Выстрогали не хуже, чем Sonic Youth». «You Look So Fine» была впервые исполнена вживую 25 мая 1998 года в Комбайнд Локс, Висконсин, в первый день тура в поддержку альбома. До того, как в конце 1998 года было принято решение выпустить песню в качестве сингла, она была исполнена ещё для записи на телеканалах MTV Europe и MusiquePlus.
При выпуске сингл был представлен как сентиментальная любовная песня в аранжировке Fun Lovin’ Criminals, в которой певица Ширли Мэнсон по-новому исполняет вокал. Новая версия была частью сотрудничества между обеими группами, Garbage сделали ремикс песни «Korean Bodega» («Aero Mixicana Mix»). В этой версии Ширли исполняет вокал в припеве.
В 2007 году «You Look So Fine» прошла ремастеринг и была включена в сборник величайших хитов группы, Absolute Garbage.

## Музыкальный видеоклип
Видеоклип на «You Look So Fine» снял режиссёр Стефан Седнауи на студии Propaganda Films. В клипе вместе с Ширли Мэнсон снялся многократный чемпион мира по сёрфингу Келли Слейтер. Остальные участники группы появляются в клипе в виде неподвижных тёмных силуэтов.
Клип был включён в DVD-версию сборника Absolute Garbage.

## Списки композиций
Слова и музыка всех песен — написаны участниками группы Garbage.
| №  | Название                                          | Длительность |
| -- | ------------------------------------------------- | ------------ |
| 1. | «You Look So Fine» (Eric Kupper’s Deep Drama Mix) | 8:40         |
| 2. | «You Look So Fine» (Eric Kupper’s Deep Drama Dub) | 7:57         |

| №  | Название                  | Длительность |
| -- | ------------------------- | ------------ |
| 1. | «You Look So Fine»        | 3:50         |
| 2. | «Get Busy with the Fizzy» | 2:55         |

| №  | Название                                          | Длительность |
| -- | ------------------------------------------------- | ------------ |
| 1. | «You Look So Fine»                                | 3:50         |
| 2. | «Get Busy with the Fizzy»                         | 2:55         |
| 3. | «You Look So Fine» (Eric Kupper’s Deep Drama mix) | 8:40         |

| №  | Название                                          | Длительность |
| -- | ------------------------------------------------- | ------------ |
| 1. | «You Look So Fine»                                | 3:50         |
| 2. | «Soldier Through This»                            | 3:47         |
| 3. | «You Look So Fine» (Fun Lovin’ Criminals version) | 3:36         |

| №  | Название                                          | Длительность |
| -- | ------------------------------------------------- | ------------ |
| 1. | «You Look So Fine»                                | 3:52         |
| 2. | «You Look So Fine» (Fun Lovin' Criminals Version) | 3:37         |

| №  | Название                                               | Длительность |
| -- | ------------------------------------------------------ | ------------ |
| 1. | «You Look So Fine»                                     | 3:50         |
| 2. | «Get Busy with the Fizzy»                              | 2:55         |
| 3. | «Soldier Through This»                                 | 3:47         |
| 4. | «You Look So Fine» (Fun Lovin’ Criminals version)      | 3:36         |
| 5. | «You Look So Fine» (Eric Kupper’s Deep Drama mix edit) | 3:56         |

| №  | Название                                               | Длительность |
| -- | ------------------------------------------------------ | ------------ |
| 1. | «You Look So Fine»                                     | 3:50         |
| 2. | «Get Busy with the Fizzy»                              | 2:55         |
| 3. | «You Look So Fine» (Fun Lovin’ Criminals version)      | 3:36         |
| 4. | «You Look So Fine» (Eric Kupper’s Deep Drama mix edit) | 3:56         |

## Чарты
| Чарт (1999)                    | Позиция |
| ------------------------------ | ------- |
| Top 50 Airplay (Music & Media) | 37      |
| Listinn                        | 13      |
| Airplay (IRMA)                 | 31      |
| Singles (AFYVE)                | 15      |
| Top 40 Airplay (AFYVE)         | 26      |
| Singles (CIN)                  | 19      |
| Indie Singles (CIN)            | 4       |